# Gianantonio Borgonovo
Gianantonio Borgonovo (Merone, 12 gennaio 1955) è un presbitero, biblista, bibliotecario e teologo italiano, arciprete del Duomo di Milano dal 2 dicembre 2012.

## Biografia
Ordinato sacerdote nel 1979 per l'arcidiocesi di Milano, dopo il baccellierato conseguito presso la Facoltà teologica dell'Italia settentrionale, si specializza presso il Pontificio Istituto Biblico di Roma e l'Università Ebraica di Gerusalemme.
Ha ottenuto il dottorato in Teologia nel 1995.
È stato insegnante dal 1983 al 2010 presso la sezione parallela della Facoltà teologica dell'Italia settentrionale nel Seminario arcivescovile di Milano e dal 1991 presso la sede centrale di Milano.
Dal 1985 al 1991 ha insegnato presso l'Istituto superiore di scienze religiose di Milano.
Nel 1989 è tra i 63 teologi firmatari della "Lettera ai cristiani".
La lettera, interpretata da molti come in aperto contrasto con il Magistero della Chiesa, suscitò al tempo un ampio dibattito teologico e pastorale.
Dal 1999 è incaricato di Lingua ebraica presso l'Università Cattolica del Sacro Cuore di Milano.
Nel 1990 ha fondato l'edizione italiana della rivista "Il Mondo della Bibbia" che ha diretto fino al 1995.
È Dottore Ordinario della Biblioteca Ambrosiana.
All'interno della Biblioteca Ambrosiana ricopriva gli incarichi di Direttore della Biblioteca e Direttore della Classe di Studi sul Vicino Oriente.

Come direttore della Biblioteca Ambrosiana ha intrapreso il progetto di digitalizzazione del patrimonio librario della Biblioteca (oltre 450.000 opere), rendendo maggiormente fruibili al pubblico importanti opere quali il Codice Atlantico di Leonardo da Vinci.
È uno studioso di vasta erudizione, che ha affrontato in modo innovativo settori diversi dell'esegesi biblica. Fra l'altro, è stato l'iniziatore dello studio del libro di Giobbe mediante il metodo critico dell'analisi simbolica.
Il 2 dicembre 2012, il cardinale Angelo Scola lo nomina arciprete del duomo di Milano e il 9 dicembre successivo, durante la celebrazione eucaristica della quarta domenica d'avvento ambrosiano presieduta dall'arcivescovo, inizia il suo nuovo ministero.
Il 10 dicembre 2014 è eletto presidente della Veneranda Fabbrica del Duomo di Milano, carica che lascia il 18 luglio 2017 con l'elezione di Fedele Confalonieri al vertice dello stesso ente.
Il 18 maggio 2020 ha presieduto nel Duomo di Milano la prima celebrazione eucaristica con concorso di popolo dopo il lockdown causato dall'epidemia di Covid-19.

## Citazioni
(Aneddoto chassidico citato nella Prefazione di G. Borgonovo, La notte e il suo sole. Luce e tenebre nel Libro di Giobbe. Analisi simbolica, Roma, 1995, p.VII)

## Opere principali
La produzione di Gianantonio Borgonovo affronta argomenti di carattere esegetico, teologico, pastorale, didattico.
Per l'elenco completo delle opere vedasi qui URL consultato il 2014-03-06.
- Luis Alonso Schökel e José L. Sicre Dìaz, Gianantonio Borgonovo (a cura di[13]), Giobbe. Commento teologico e letterario (Commenti Biblici), Roma, Borla, 1985.
- Henri Cazelles, (ed. it. a cura di Gianantonio Borgonovo), Storia politica d'Israele. Dalle origini ad Alessandro Magno[collegamento interrotto], Roma, Borla, 1985. ISBN 978-88-263-0437-3.
- Gianantonio Borgonovo et al., Il testo biblico: per un approccio scolastico (= Scuola di Religione), Torino, SEI, 1990. ISBN 978-88-05-05175-5.
- Gianantonio Borgonovo, La notte e il suo sole. Luce e tenebre nel Libro di Giobbe. Analisi simbolica (= Analecta Biblica 135), Roma, 1995[14]. ISBN 88-7653-135-1.
- Gianantonio Borgonovo, "Genesi", in: L. Pacomio - F. Dalla Vecchia - A. Pitta (a cura di), La Bibbia Piemme, Casale Monferrato, Piemme, 1995, pp. 53–180. ISBN 88-384-1068-2.
- Gianantonio Borgonovo, "Angeli", in: Enciclopedia del Cristianesimo. Storia e attualità di 2000 anni di speranza, Novara, Istituto Geografico De Agostini, 1997, pp. 52–54. ISBN 88-415-4454-6.
- Gianantonio Borgonovo, Tôrah, Testimonianza e Scrittura: per un'ermeneutica teologica del testo biblico, in: G. Angelini (cur.), La rivelazione attestata. La Bibbia fra testo e teologia. Raccolta di studi in onore del Cardinale Carlo Maria Martini Arcivescovo di Milano per il suo LXX compleanno (Quodlibet 7), Milano, Glossa, 1998, pp. 283–318. ISBN 88-315-2287-6.
- Gianantonio Borgonovo (rel.), "Di chi parli o veggente di Giuda?". I canti del Servo all'interno del contesto simbolico del secondo Isaia, Varese, P.M., 1999.
- Gianantonio Borgonovo, "Genesi", in: I libri di Dio. I. La Bibbia. Genesi e gli altri libri del Pentateuco (Oscar Varia), Milano, Arnoldo Mondadori Editore, 2000, pp. 13–101 (con un invito alla lettura di Gad Lerner e la prefazione di Vito Mancuso).
- Gianantonio Borgonovo, "Giobbe", in: I libri di Dio. III: La Sapienza di Israele (Oscar Varia), Milano, Arnoldo Mondadori Editore, 2000, pp. 17–89.
- Gianantonio Borgonovo, Una proposta di rilettura dell'ispirazione biblica dopo gli apporti della Form- e Redaktionsgeschichte, in: L'interpretazione della Bibbia nella Chiesa. Atti del Simposio promosso dalla Congregazione per la Dottrina della Fede (Roma, settembre 1999) (Atti e Documenti 11), Città del Vaticano, Libreria Editrice Vaticana, 2001, pp. 41–63.
- Gianantonio Borgonovo e G. Ghiberti, Mons. Enrico Rodolfo Galbiati (1914-2004). In memoriam, «Teologia» 29 (2004) 115-26.
- Gianantonio Borgonovo e Anna Passoni Dell'Acqua, Mons. Rodolfo Enrico Galbiati (1914-2004). In memoriam, «La Scuola Cattolica» 132 (2004) 637-700.
- Gianantonio Borgonovo, Msg. Enrico Rodolfo Galbiati (1914-2004). זִכְּרוֹנוֹ לִבְרָכָה, «La Fiaccola» 78,5 (2004), 10-13.
- Gianantonio Borgonovo e P. Gironi (Fotografie di R. Di Diodato), Il mondo della Bibbia (Immagini e Parole 12), Milano, Paoline Editoriale Libri, 2006. ISBN 88-315-3140-9.
- Gianantonio Borgonovo, Bibbia e Mito, «Communio. Rivista Internazionale di Teologia e Cultura», 218, (2008), 17-29.
- Giuseppe Angelini, Gianantonio Borgonovo, Maurizio Chiodi, Maschio e femmina li creò, Milano, Glossa, 2008. ISBN 978-88-7105-253-3.
- "Discovering the Arabic Manuscripts in the Old Collection of the Ambrosiana", in Arabic manuscripts in the Bibliotheca Ambrosiana, curaverunt Ambrosiani Collegii Doctores, FMR-ART'E', Bologna 2009, 67-118. 126b-133.
- "Jubilees' rapprochement between Henochic and Mosaic tradition", in Enoch and Jubilees, «Henoch» 31,1 (2009) 29-35.
- "La carne e il sangue e la tenerezza di Dio. Riflessioni bibliche", in Il corpo, a cura di S. Biancu - G. Pugliesi (Teologia e Saperi 5), Cittadella Editrice, Assisi 2009, 21-48.
- "Profezia della shabbat e compimento della domenica", in Il giorno del Signore. Il settimo giorno e il primo dopo il sabato, a cura di L. Nason, (Ecumenismo e Dialogo), Centro Ambrosiano, Milano 2009, 159-190.
- The Old Collection of Arabic Manuscripts in the Bibliotheca Ambrosiana, in Arabic manuscripts in the Bibliotheca Ambrosiana, curaverunt Ambrosiani Collegii Doctores, Photographer A. DAGLI ORTI, FMR-ART'E', Bologna 2009, 11-66. 121-126a.
- "(Ri)scrittura delle tradizioni di Israele e memoria fondatrice", in E. Manicardi - G. Borgonovo (a cura di), Processo esegetico ed ermeneutica credente: una polarità intrinseca alla Bibbia. XL Settimana Biblica Nazionale (Roma, 8-12 settembre 2008), RSB 22,1-2 (2010) 37-132.
- "Conclusioni", ivi, 500-512.
- "Il comandamento «Onora il padre e la madre» nella prospettiva biblica", in Onora il padre e la madre. L'autorità: rimozione moderna e significato cristiano, a cura di A. Montanari, Glossa, Milano 2012, 9-43.
- La retribuzione alla prova della Scrittura, «Munera» 2 (2012) 9-22.
- Lettura esegetica di Genesi 1-11: tradizione, redazione, narrazione, in Atti del Convegno: "In principio...". Origine e inizio dell'Universo, Milano, Università Cattolica del Sacro Cuore, 5-6 aprile 2011, a cura di S. LANZA (Scienze Religiose. Ricerche), Vita e Pensiero, Milano 2012, 29-55.
- (con Collaboratori), Torah e storiografie dell'Antico Testamento (Logos. Corso di Studi Biblici 2), ElleDiCi, Leumann TO 2012.